# Экономика Башкирской АССР
Экономика Башкирской АССР — экономика Башкирской Автономной Советской Социалистической Республики (БАССР), входившей в Уральский экономический район СССР, включала в себя крупнейшие Уфимский, Салават-Стерлитамакский экономические узлы.
Экономика БАССР имела характерные отличия по районам: Среднее Прибелье — экономическое ядро БАССР с половиной её населения, 4/5 промышленного производства, крупной долей сельскохозяйственной продукции. В Среднем Прибелье преобладает обрабатывающая промышленность; сельское хозяйство отличается повышенной интенсивностью; транспортная сеть наиболее развита. Западный район БАССР — основной район нефтедобычи с сельским хозяйство пшенично-животноводческого направления, высокой плотностью сельского населения. Северный район БАССР — район сельского хозяйства, лесной промышленности и нефтедобычи. Горный район БАССР — малозаселённый район горнозаводской промышленности с крупными лесоразработками на Севере горной полосы, зерновым хозяйством и животноводством.

## История

### Военный коммунизм (1919—1921 гг.)
«Военный коммунизм» в БАССР был направлен на преодоление экономического кризиса в Башкирии. Была установлена военно-приказная система управления, проведена национализация крупной и средней промышленности, ликвидирована частная торговля, введены продразверстка, прямой продуктообмен между городом и деревней, государственное распределение продуктов (карточная система), всеобщая трудовая повинность, уравнительный принцип оплаты труда.
Продразвёрстка в 1918—1921 годах, предполагавшая обязательную сдачу крестьянами государству по твёрдым ценам всех излишков (сверх установленных норм на личные и хозяйственные нужды) хлеба и других продуктов, проводилась органами Наркомпрода, продотрядами совместно с комбедами и местными Советами. Волисполкомам и сельсоветам в БАССР предъявлялись ультимативные требования по сбору продовольствия, в сёла направлялись войска внутренней охраны; запрещалась торговля хлебом. Башревком пытался препятствовать проведению Продразверстки в республике, население которой было разорено в ходе гражданской войны. В 1919—1921 годах в БАССР было реквизировано по около 29 млн пудов хлеба и много других продуктов.
В БАССР политика военного коммунизма вызвала недовольство населения. В 1920 году вспыхнуло восстание крестьян под названием «Черный орел». В 1921 руководством была признана несостоятельность «Военного коммунизма» и введена новая экономическая политика.

### НЭП (1921—1928 гг.)
Новая экономическая политика в БАССР началась с замены продразверстки продналогом, который устанавливался до весеннего сева по каждому виду продуктов с учётом местных условий и зажиточности крестьянских хозяйств. В Башкирии в 1921 году натуральные налоги были установлены на хлеб, зернофураж, картофель, мясо, молочные продукты, яйца, мед, птицу, сено, семена масличных культур, шерсть и т. д.
Декретом ВЦИК и СНК РСФСР от 17 марта 1922 вместо многих налогов был установлен единый натуральный налог, исчислявшийся в пудах ржи и пшеницы и взимался зерновыми, масличными семенами, картофелем, мясом, маслом. В 1922 Башкирия сдала государству 5 млн. 841 тыс. пудов хлеба. Позже натуральный налог был заменен денежным. Допускалось использование наемного труда, аренды средств производства. Промышленность была переведена на хозрасчет. создавалась система трестов, синдикатов, которая связала промышленность с рынком. В Башкирии создаются тресты «Башпром», «Башорлес», Горный трест и др.
Натуральная оплата труда была заменена денежной. Допускалась частная торговля. Были частично денационализированы мелкие и средние предприятия. К началу 30-х годов НЭП в республике был свернут.

### Индустриализация и коллективизация (1929—1941 гг.)
В БАССР коллективизация проводилась с осени 1929 года по 2-ю половину 30-х годов. Проводилась ликвидация кулачества, создавались колхозы. Особенностями коллективизации в Башкирской АССР были: добровольность вступления в колхозы большинства башкир, однородность колхозов в национально-этническом отношении, значительный процент единоличников.
В области индустриализации за 1929—1932 годы построено 35 новых заводов, фабрик, электростанций, заводы города Белорецка превратились в крупнейшие предприятия страны по производству высококачественной стали, метизов. В нефтедобывающей промышленности — был создан Ишимбаевский нефтепромысел, положивший начало нефтяной промышленности Башкортостана.
В конце 1-й пятилетки БАССР из аграрной превратилась в аграрно-индустриальную республику (в 1932 уд. вес промышленности составил 50 % валовой продукции народного хозяйства).
Во 2-й (1933—1937) и 3-й (1938—1942) пятилетках были сооружены около 70 предприятий, железная дорога Уфа-Ишимбаево, нефтепровод Ишимбаево-Уфа (1936), Ишимбаевский нефтеперегонный (1936), Уфимский крекинговый (1938) заводы, освоено производство авиадвигателей и комбайновых моторов. Построены Белебеевский, Белорецкий, Туймазинский, Раевский мясокомбинаты и др.
Возникло многоотраслевое механизированное колхозно-совхозное сельское хозяйство (к 1940 было коллективизировано 97,9 % крестьянских хозяйств). За успехи в развитии промышленности и сельского хозяйства БАССР 15 марта 1935 награждена орденом Ленина.

### Период Великой Отечественной войны (1941—1945 гг.)
В первые годы Великой Отечественной войны 1941—1945 в БАССР было перебазировано около 90 предприятий из западных районов страны. В республику прибыло около 250 тыс. человек эвакуированных. Промышленность БАССР по объёму валовой продукции выросла за годы войны более чем в 2,5 раза.
За годы войны в аграрном секторе БАССР было произведено продукции на сумму 1479,5 миллионов рублей, что составило около четверти (23,5 %) уральского и 2,2 % союзного производства. Башкирская деревня успешно справилась с основными задачами перестройки сельского хозяйства и сумела обеспечить достаточное количество продовольствия и сырья.
Трудящиеся БАССР оказали большую помощь в восстановлении народного хозяйства освобожденных от оккупации районов. В Ворошиловградскую, Харьковскую, Сталинградскую, Ростовскую, Смоленскую и другие области посылались тракторы, автомашины, стройматериалы, заводское оборудование, мебель, промышленные товары, продовольствие. В 1943 г. из Акъярского, Аллагузовского, Байрамгуловского, Зианчуринского, Мурапталовского, Таналыкского, Суванякского и других совхозов для освобожденных районов было отправлено 250 тракторов, более 450 сеялок и плугов, выехало также 350 трактористов, 40 механиков и бригадиров тракторных бригад. Для Ленинградской, Архангельской и Калининской областей были отправлены семена овощных культур.

### Башкирская АССР в 1945—1965 гг.
Сразу же по окончании войны был восстановлен 8-часовой рабочий день и отпуск для рабочих и служащих. В 1947 году была отменена карточная система в снабжении населения продуктами питания и промышленными товарами.
Встала задача устранить тяжёлые последствия войны. Промышленность Башкирии начала перестраивать свою работу на выпуск мирной продукции. Перестройка была завершена в 1946 году. В 1947 году сессия Верховного Совета БАССР утвердила закон о четвёртом пятилетнем плане хозяйственного строительства Башкирии на 1946—1950 годы, предусматривающим ликвидацию последствий войны и дальнейшее развитие народного хозяйства БАССР.
В результате промышленность Башкирии дала в 1950 году в 4 раза больше продукции, чем в 1940 году. Произошёл рост нефтедобычи и нефтепереработки, высокими были темпы развития в республике машиностроения, цветной металлургии, лёгкой и пищевой промышленности.
Выпуск валовой продукции промышленности за пятилетие возрос в 2,2 раза. По добыче нефти Башкирия заняла второе место, а по переработке — первое место в Советском Союзе.
Вступили в строй новые предприятия: Ново-Уфимский и Ново-Ишимбайский нефтеперерабатывающие заводы, Салаватский нефтехимический комбинат. Появилась угольная промышленность в Куюргазинском (ныне Кумертауском) районе. Возникли три города: Октябрьский, Кумертау и Салават.
С 1950 года в Башкирской АССР началось укрупнение колхозов путём их слияния. Из 4340 колхозов в 1953 году в Башкирии осталось 1661.

### Башкирская АССР в 1965—1985 гг.
В 1965—1985 годах в республике произошли крупные изменения во всех сферах экономики: промышленности, строительства, на транспорте, связи, сельском хозяйстве. За четыре пятилетки в народное хозяйство республики было направлено до 33,7 млрд рублей капитальных вложений, что составляло более 75 % инвестиций за все годы существования БАССР. Более 80 % этих средств было направлено на развитие промышленности.
По размаху строительства выделяется 8 пятилетка, когда в БАССР было построено более 300 новых предприятий, цехов и производств, в том числе такие значительные объекты, как Туймазинский завод химического и нефтяного машиностроения (1968), крупнейшая в Европе Кармановская ГРЭС (1968), Белебеевский завод метизов и нормалей (1970), Нефтекамский завод искусственных кож (1970) и др.
В годы 9 пятилетки было введено в строй 270 новых предприятий. В 10 пятилетке вошли в строй 22 крупных промышленных предприятия и около 240 производств и цехов.
С середины 60-х годов был взят курс на ᴨерераспределение капиталовложений в пользу сельского хозяйства. В республике ощущалась продовольственная проблема. В магазинах отсутствовали мясо, мясные продукты, рыба, птица, в середине 60-х годов белый хлеб.
В 1982 году пленум Башкирского обкома КПСС обсудил задачи областной партийной организации по реализации Продовольственной программы СССР. Мероприятия по её реализации законодательно были оформлены решениями Верховного Совета БАССР. В республике был создан агропромышленный комплекс (АПК), куда вошли около 2 тыс. сельскохозяйственных организаций и предприятий. Результаты выполнения программы оказались отрицательными: в 1981—1985 гг. произошло снижение валовой продукции сельского хозяйства по сравнению с 1976—1980 гг. на 72 млн рублей, урожайность зерновых культур в БАССР за 1981—1985 гг. снизилась на 2 центнера с га по сравнению с 1976—1980 гг.

### Башкирская АССР в 1985—1992 гг.
В годы Перестройки в СССР произошло разбалансированности бюджетной и денежной систем, следствием чего стало обострение экономической ситуации в республике.
Объёмы производства товаров народного потребления были ниже денежной массы. Поскольку продуктов в магазинах (мясо, масло, рыба) не было и в предыдущие годы, то покупатели вкладывали деньги в валюту, золото, создавали запасы продуктов на многие годы вперед. Были введены карточки на сахар, сигареты, водку, запрещён вывоз продуктов за пределы республики.
25 февраля 1992 года Башкирская АССР сменила наименование на Республика Башкортостан. Начался процесс разгосударствления экономики республики, приватизации, сопровождающийся снижением показателей основных отраслей народного хозяйства, либерализацией всех сфер жизни общества, огромным расслоением населения по доходам.
- Промышленная продукция Башкортостана
- Вертолёт Ка-31, Кумертау
- Вездеход ДТ-30, Ишимбай
- Турбореактивный двигатель АЛ-41Ф1 для истребителей пятого поколения, Уфа
- Автобус НефАЗ-VDL, НЕФАЗ

## Экономисты Башкирской АССР
- Махмутов, Анас Хусаинович — основатель экономической школы Башкортостана
- Мухамедьяров, Альфред Муллагалиевич
- Губайдуллин, Мансур Садыкович